# Parissyndromet

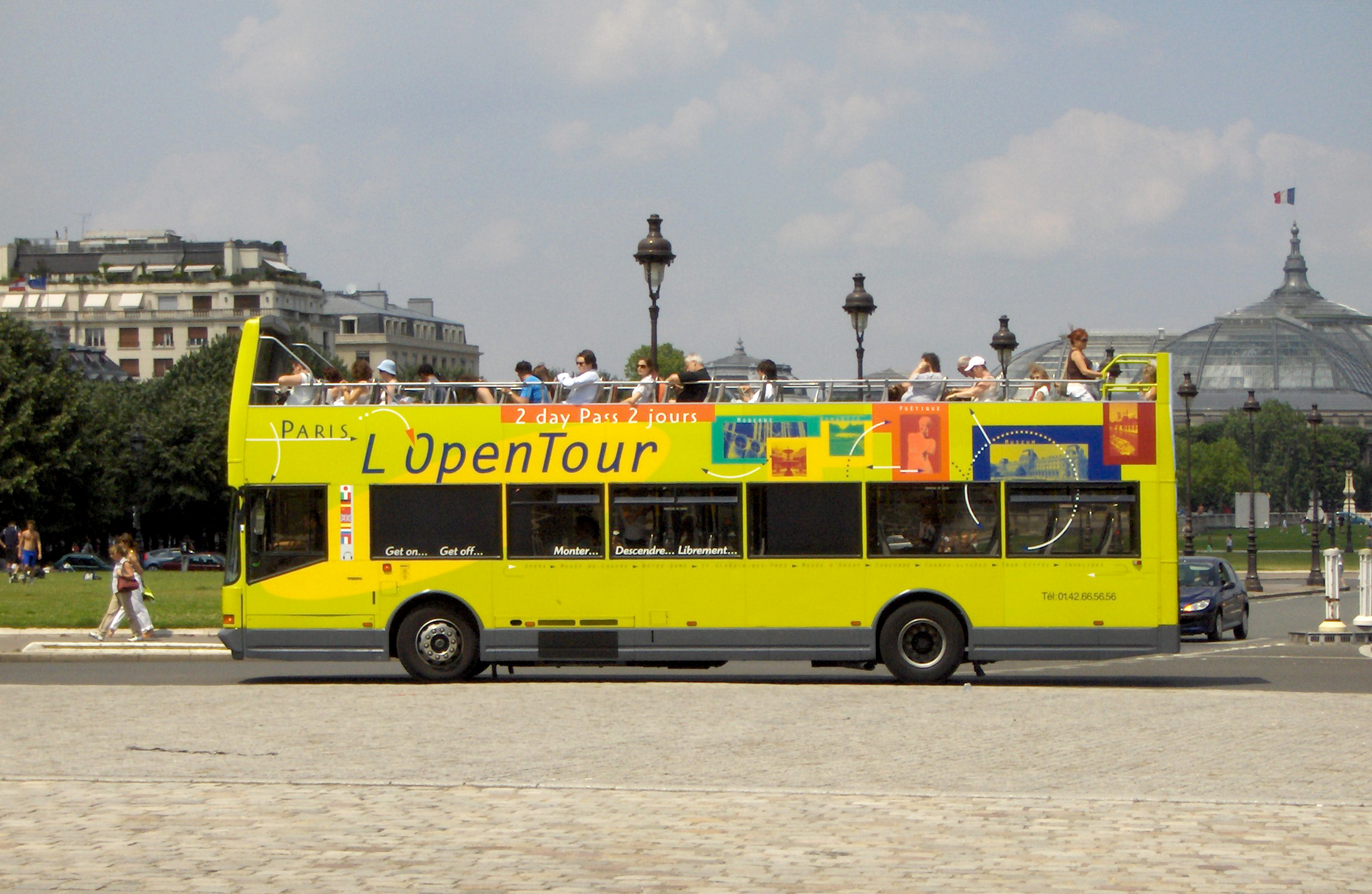
Turistbuss i Paris

Parissyndromet är en psykosomatisk sjukdom som kan orsaka snabba hjärtslag, yrsel och hallucinationer vid Parisbesök. Sjukdomen drabbar årligen ett dussintal japanska turister, vanligen kvinnor. Fenomenet beror på en extrem kulturchock när en idealiserad och romantiserad föreställning om Paris möter upplevelsen av oartig och ohövlig servicepersonal, smutsiga gator, språkförbistringar och andra kulturella skillnader.
Syndromet är klassificerat som en typ av Stendhals syndrom och har liknande symptom. Stendhals syndrom grundar sig på det motsatta förhållandet, ett intagande av för mycket skönhet. Parissyndromet kan utmynna i olika hallucinationer och vanföreställningar som kräver psykologisk behandling.